# リバティ船

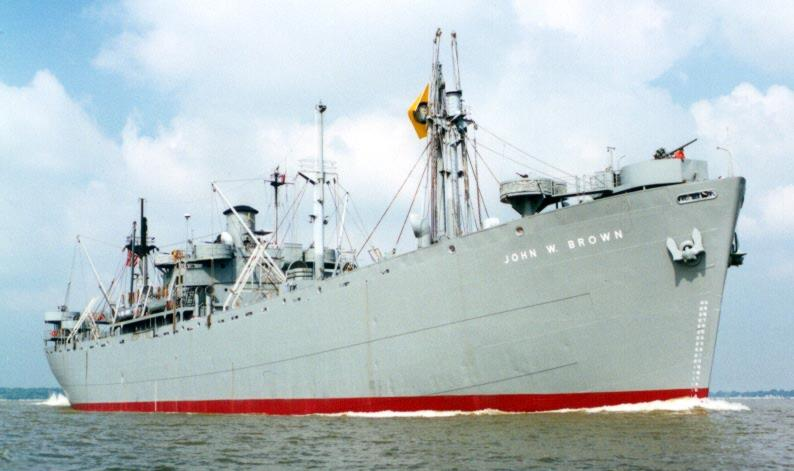
リバティ船の1つ「ジョン・W・ブラウン」

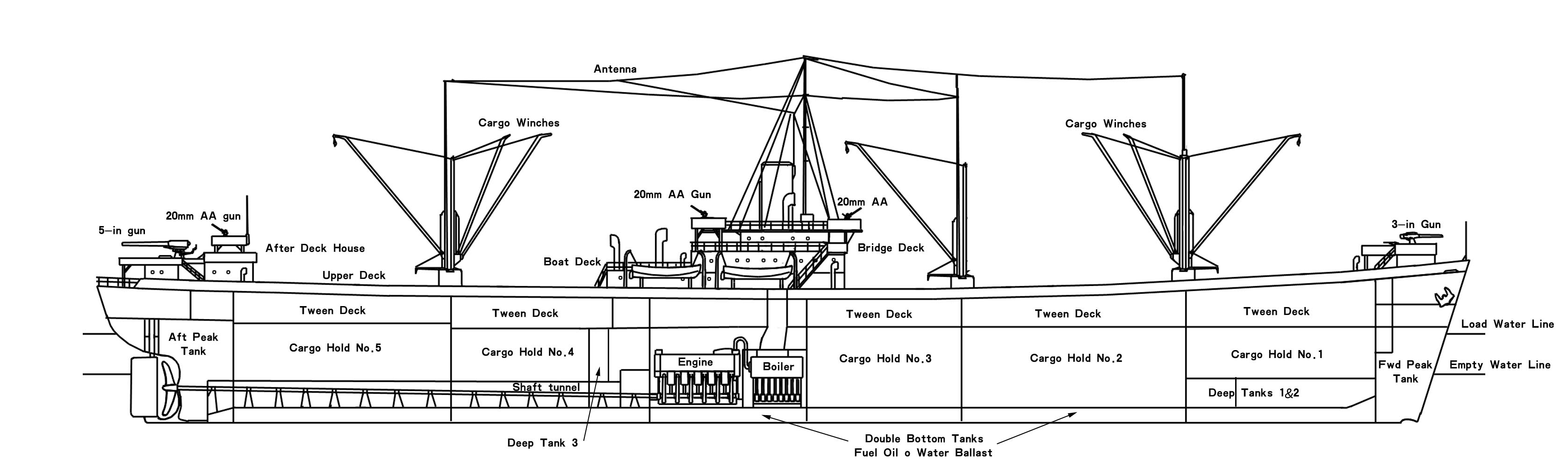
リバティ船の断面図。戦時仕様のため、船首と船尾に砲を装備している

リバティ船（リバティせん 英語：Liberty ship）は、第二次世界大戦の最中、アメリカ合衆国政府によって制定された緊急造船計画によって大量に建造された規格型輸送船の総称である。戦時標準船（10,000 DWT）とも呼ばれる。
基本的なコンセプトはイギリスによるものとなるが、簡素で安価に建造できるためアメリカで採用された。これまでにない規模で大量に建造が行われたため、リバティ船は戦時中に於けるアメリカの工業生産力の象徴となった。単一設計で建造された船舶数としては過去最大規模である。建造期間短縮のため、当時としては画期的な工法であるブロック工法と溶接結合が採用され、1941年から1945年までの短期間のうちに、18の造船所で平均二日に3隻のペースで合計2,710隻が急速建造された。
このうち脆性破壊についての知見不足による欠陥事故で145隻が第1級損耗と判定されたが、そこから多くの技術的教訓が引き出された。建造にあたっての大いなる努力の成功と建造された船の実数、そして多数の船が設計された耐用年数以上に使われ、第二次世界大戦後の海運業界復興に寄与したことが総合評価され、専門的な研究対象とされている。

## 基本構造

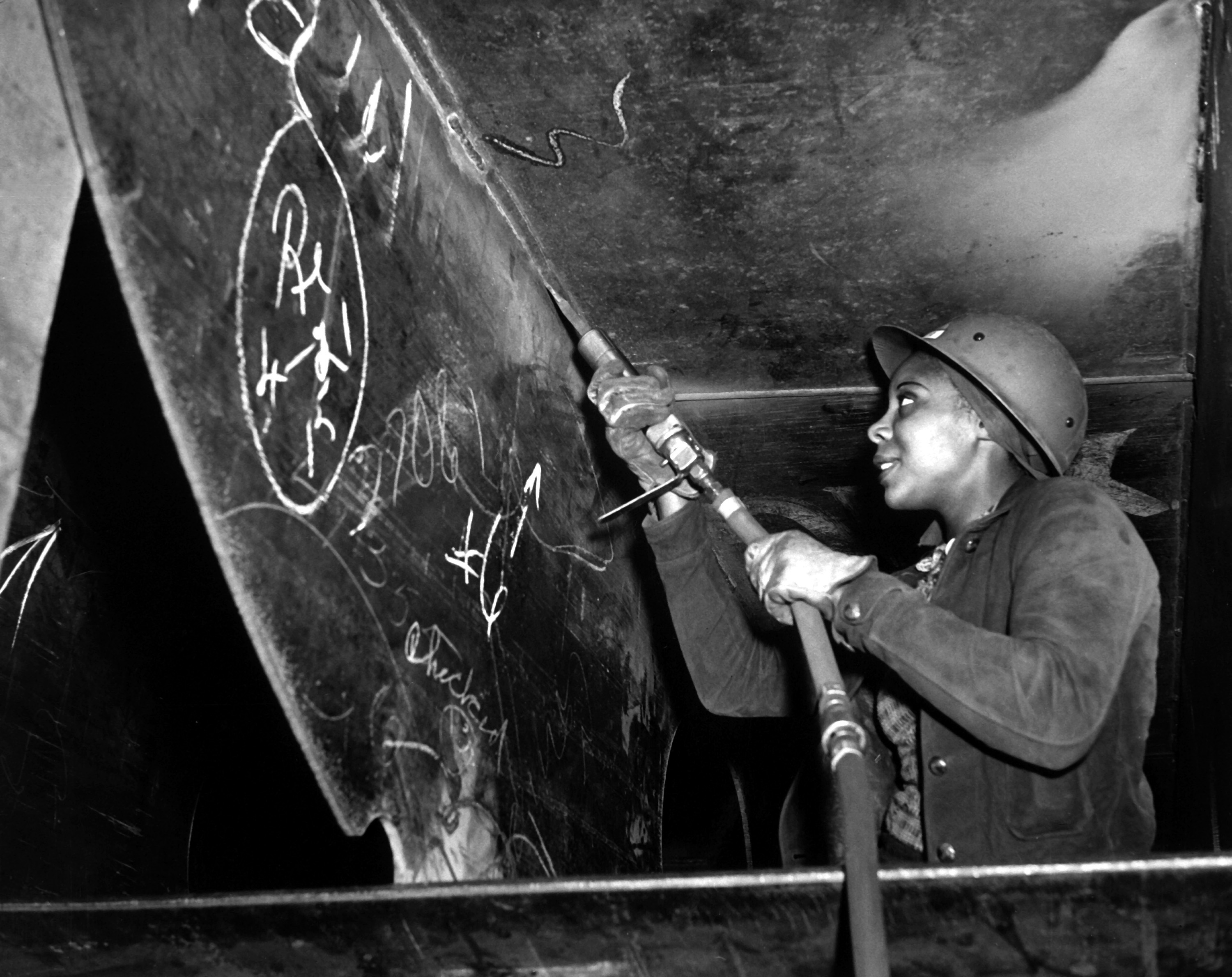
リバティ船建造にあたる若い黒人女性溶接工。動員された彼女の前職はウエイトレスだったという（1943年 リッチモンド、カイザー造船所）

リバティ船は、全体に生産性と機能重視でシンプルかつ簡素に構成された全長441.6フィート（約135m）の汎用貨物船である。
多くは2,500HP級の三段膨張式蒸気レシプロ機関を搭載し、簡素な単軸スクリュー仕様であった。非力であるため、最大速度でも11ノット程度と低速だったが、当時の大出力舶用機関の主流であった蒸気タービンの供給が軍艦向けに優先されていたことと、民間の造船所が、こなれた技術であるレシプロ機関の製造に慣れていたことで経済的に建造できた。この時代、アメリカでは船舶用の大型低速ディーゼルエンジンの生産が一般化しておらず、限られた舶用ディーゼルも専ら潜水艦向けエンジンであり、その点からも当時すでに旧式であった蒸気レシプロ機関の敢えての採用は実情に即したものであった。ボイラーについては、燃料補給や運用人員の面で石炭焚きより有利な重油焚きボイラーを2基搭載している。燃料搭載やボイラーへの燃料供給の面で省力化やスペース節減ができた。
動力面の意図的な旧弊さとは逆に、船体建造には新機軸が導入された。建造期間短縮のための本格的なブロック工法である。更に、船体の鋼板を結合する方法としては、従来から実績があるが工期と熟達を要するためコスト増大を招くリベット打ちの代わりに、作業が簡易で工作時間も速く、非熟練労働者の習熟にも適した溶接接合を採用した。これらの手法は大いに建造速度を早めたが、一方でリバティ船の欠陥と言うべき船体破損（後述）を引き起こす主因にもなった。設計強度としても、5年程度の運用期間を念頭において設計された。

## 歴史

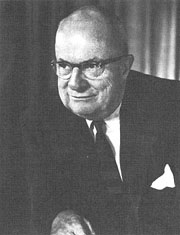
造船業界の大立者であったヘンリー・J・カイザー

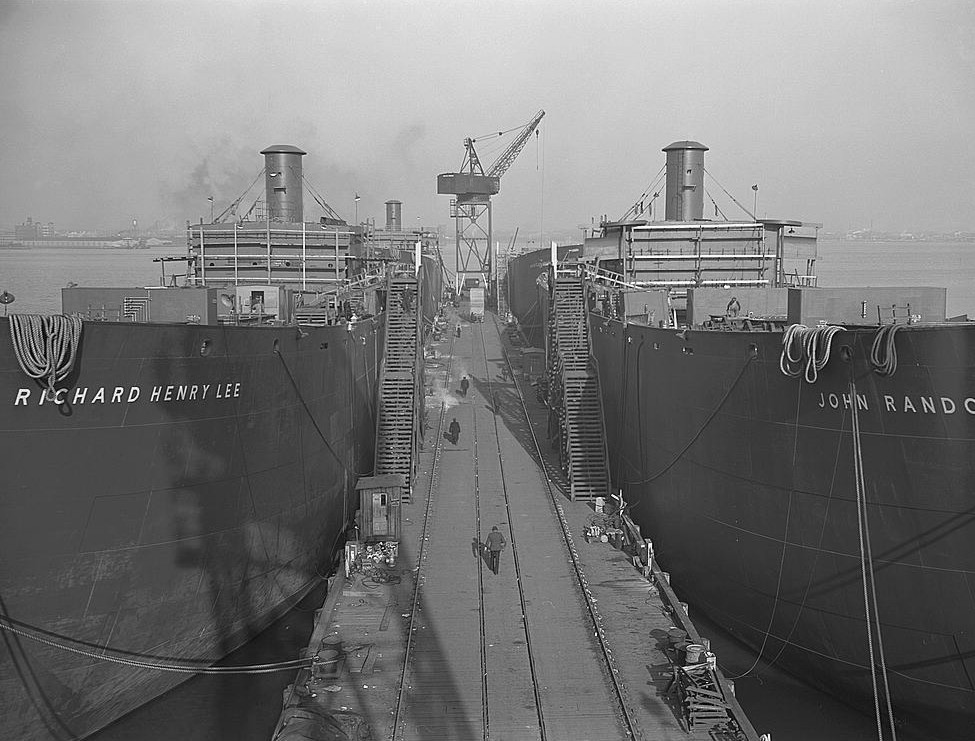
相次いで竣工間近のリバティ船「リチャード・ヘンリー・リー」と「ジョン・ランドルフ」。1942年2月、フェアフィールド造船所にて

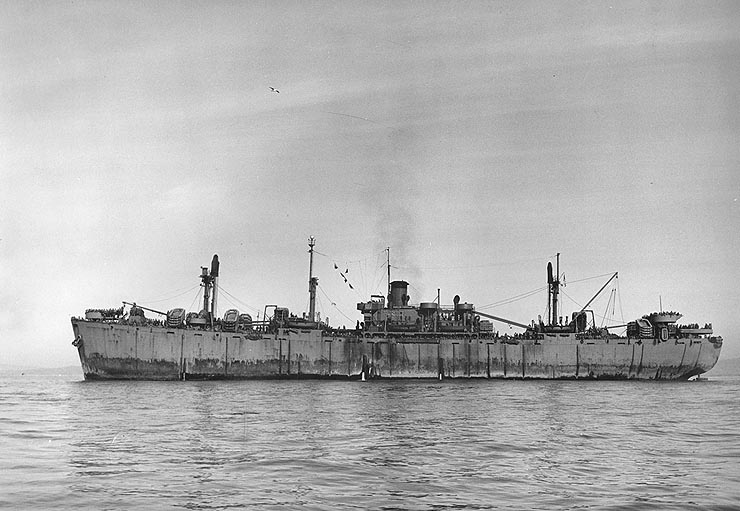
サンフランシスコ沖に停泊するリバティ船「カルロス・カリーヨ（SS Carlos Carrillo）」

1939年の第二次世界大戦勃発以後、アメリカの友好国であるイギリスでは軍需輸送の増加やドイツ海軍艦艇による海上輸送路攻撃などの事態に、貨物船の速やかな補充を強いられた。アメリカ政府はこれに応じるため（後には自国の第二次世界大戦参戦にも伴って）、従来よりも急速建造の可能な標準型貨物船の建造を進める必要に迫られ、当時の合衆国海事委員会（U.S. Maritime Commission）が1940年から検討を進めた結果、建設業で成功して造船界に進出したデトロイトの造船業者ヘンリー・ジョン・カイザーを中心とする6社連合が新たな規格貨物船の開発・生産に当たることになった。このため、リバティ船はカイザー船の別名でも知られている。
この簡易型の急速建造用貨物船には、アメリカでの船形規格として「EC2-S-C1」のコードが与えられた。「EC」は「Emergency Cargo（非常時用貨物船）」、「2」は全長400-450フィート級、「S」は蒸気機関(steam engines)、そして「C1」は左記の規格の第1号船形を意味する。
急速開発の結果、リバティ船第1船「パトリック・ヘンリー」は、ベツレヘム・スチール社傘下のメリーランド州ボルチモアのフェアフィールド造船所で1941年9月27日に進水した。進水式には合衆国大統領フランクリン・ルーズベルトも臨席し、「この船はヨーロッパに自由をもたらす」と演説した。
以後、数百隻が大手造船所だけでなく、貨物船需要を満たすため海岸・湖岸に急造された造船所で建造された。当初は1隻当たり230日で建造されたが、ブロック工法に代表される急速建造技術の熟達で、後期の平均建造日数は42日まで短縮された。1943年には1日当たり3隻のリバティ船が新たに竣工していた。
リバティ船の1隻「ロバート・E・ピアリ」はカリフォルニア州リッチモンドにあるパーマネント・メタルズ社のリッチモンド造船所で1942年11月12日、起工後わずか4日と15時間29分で進水するという建造速度記録を樹立している（更にその3日後の11月15日には竣工した）。この早さでの建造は記録達成目的の意図的な工事で、リバティ船の中でも特別な事例ではあったが、本格的な大型船舶の建造速度としては2000年代に至っても破られていない記録である。
リバティ船は当初、過去の有名なアメリカ人にちなんだ船名がつけられた。だが、建造数が膨大であったためつけられる名前が枯渇し、アメリカ人以外の人名や、一般的には船名に使われない生存中の人の名前も使用された。
戦時中、やはり規格型船として大量建造されたT2級タンカーと共に軍事輸送の主翼を担い、イギリスほか連合国各国へのレンドリースにも当てられて、輸送船の損耗を補った。戦争の終わり頃になると、リバティ船に代わってビクトリー船など改良型の規格型貨物船が建造されたが、先行したリバティ船の圧倒的な量による輸送への貢献は著しいものがあった。
戦闘もしくは事故によって戦時中に喪失されたリバティ船は235隻を数えた。終戦直後までに750隻が解体されたが、それでも差し引き1,700隻以上のリバティ船が残された。
これらは終戦により用途を失い余剰化したため、アメリカ政府は第二次大戦後の1946年に船舶売却法を制定し、数年のうちに700隻以上が世界各国の商船会社に格安で売却された。特にギリシャとイタリアは戦時中に多くの保有船を喪失した自国商船会社の再興を目的に、それぞれリバティ船を100隻単位で導入、戦後の国際海運界への再進出に大いに役立てた。この結果、リバティ船は民間商船として1960年代まで戦後の貨物輸送船団の大きな割合を占めた。なお、日本の海運会社は戦後復興期に諸外国から中古貨物船を大量に購入しているが、その多くは戦前製の老朽船であり、船齢の新しいリバティ船の導入には至っていない。
今なお海運業界用語で10,000トンクラスの貨物船を「リバティ船級の貨物船」と呼ぶ。現存するリバティ船は「ジェレマイア・オブライエン」と「ジョン・W・ブラウン」の2隻である。いずれも動態保存されている。前者は記念艦に改装された。動作可能な状態の船舶用レシプロ式蒸気機関は貴重であり、1997年の映画『タイタニック』では機関室のシーンでCG素材として使用された。

## 事故の発生と得られた知見

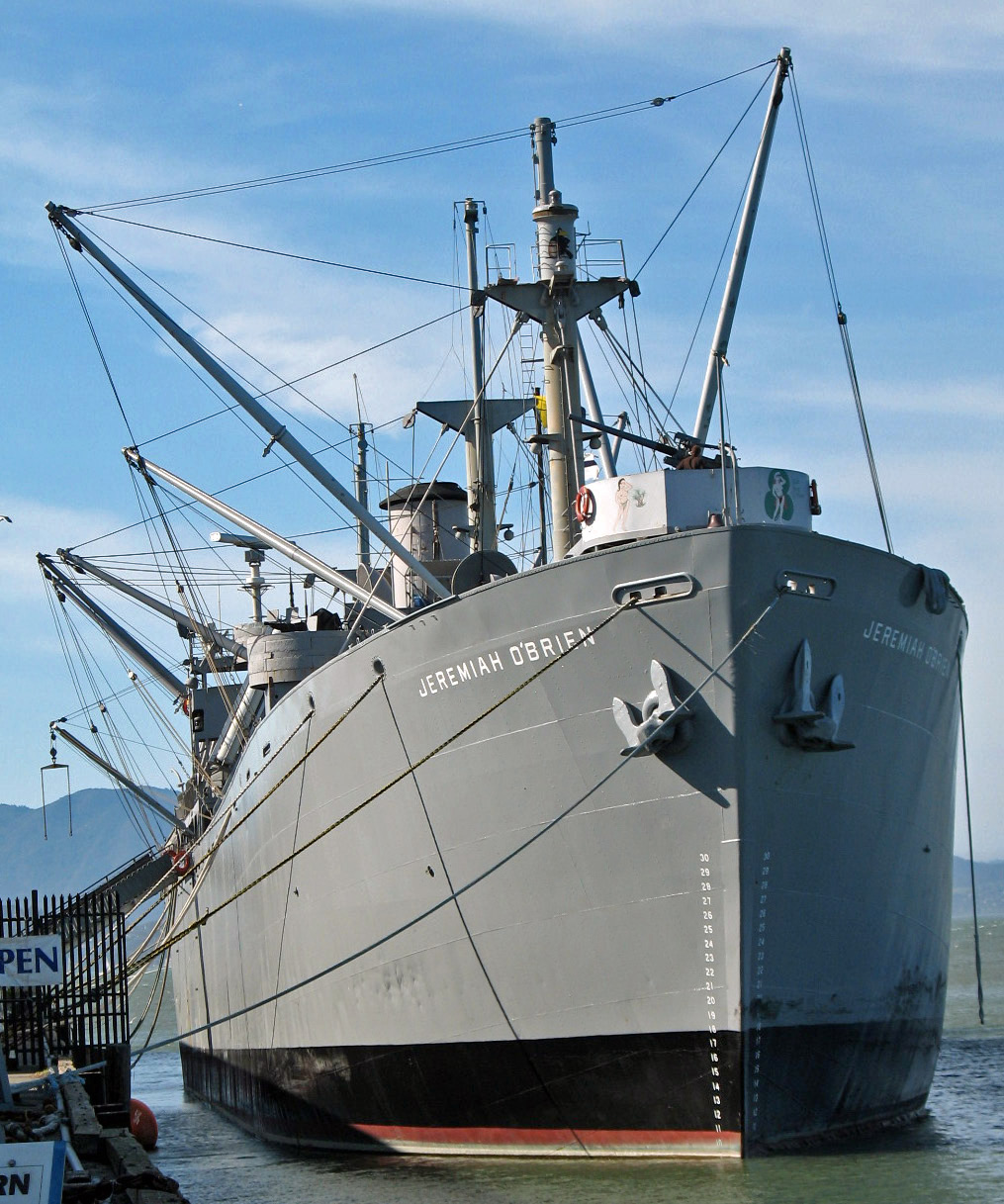
現存するリバティ船の1つ「ジェレマイア・オブライエン」

リバティ船が実際に就航すると、沈没事故が多発し大きな問題となった。新技術による建造方式は、その当初から信頼性や強度が不足していた事が原因であった。T2 タンカーのスケネクタディーや、マンハッタンなど合計7隻が、瞬時の船体折損事故（自然崩壊）を起こしており、そのほかにも大小規模での船体破損が多数続発した。
これらの事態に対する徹底した調査の結果、鋼板の低温脆性、溶接手法の不備、応力集中による破壊の進行が原因と解明された。以後の造船技術はこれを教訓として研究・改良が行われ、その後の溶接構造船体の普及に貢献した。第二次世界大戦後の船舶の船体接合手段では、溶接が完全に一般化している。
リバティ船の欠陥問題は、工学における失敗をその後の教訓として生かせた例として、タコマ橋崩落およびデ・ハビランド コメットの連続墜落事故と並ぶ三大事故として言及される。